# Горла Миноре
Горла Миноре (итал. Gorla Minore) је насеље у Италији у округу Варезе, региону Ломбардија.
Према процени из 2011. у насељу је живело 8324 становника. Насеље се налази на надморској висини од 238 м.

## Становништво
| 1936. | 1951. | 1961. | 1971. | 1981. | 1991. | 2001. | 2011. |
| ----- | ----- | ----- | ----- | ----- | ----- | ----- | ----- |
| 3.983 | 4.699 | 5.073 | 5.676 | 6.327 | 6.882 | 7.446 | 1.881 |